# تشارلز هربرت ودبيري
تشارلز هربرت ودبيري (بالإنجليزية: Charles Herbert Woodbury)‏ هو رسام أمريكي، ولد في 14 يوليو 1864 في لين في الولايات المتحدة، وتوفي في 22 يناير 1940 في بوسطن في الولايات المتحدة.